# Satungen
Satungen är en kortfilm från 2003 i regi av Jesper Klevenås.
Filmen producerades av Lena Hanno-Clyne och Anne-Marie Söhrman Fermelin. Fotograf var Ulf Brantås, scenograf Johanna Bernhardsson och för ljudet stod Jesper Van Dongen. Filmen klipptes av Leontine Arvidsson och musiken gjordes av Adam Nordén.
Filmen premiärvisades den 11 april 2003 på biografen Filmstaden Sergel i Stockholm. Den har även visats på Umeå filmfestival och Göteborgs filmfestival.

## Handling
Tolvåriga Maria står på en järnvägsbro reda att hoppa. Hennes lärare försöker övertyga henne att inte begå självmord. Bredvid står några klasskamrater och skriker att hon ska hoppa. Läraren inser vad som ligger bakom hennes drastiska handlande och förstår att hon menar allvar.

## Rollista
- Simona Ericsson - Maria
- Boman Oscarsson - lärare

## Priser och utmärkelser
- 2003 - Guldhägern

### Fotnoter
1. 1 2 3 4  ”Satungen”. Svensk Filmdatabas. http://www.sfi.se/sv/svensk-filmdatabas/Item/?itemid=52785&type=MOVIE&iv=Basic&ref=/templates/SwedishFilmSearchResult.aspx?id%3d1225%26epslanguage%3dsv%26searchword%3dSatungen%26type%3dMovieTitle%26match%3dBegin%26page%3d1%26prom%3dFalse. Läst 23 augusti 2012.